# Centro Universitário Luterano de Porto Velho
Centro Universitário Luterano de Porto Velho-CEULPV/ULBRA é uma instituição privada que se localiza na cidade de Porto Velho, Rondônia, Brasil.